# 綾瀬みなみ
綾瀬 みなみ（あやせ みなみ、1992年5月2日- ）は、日本のAV女優・元ストリッパー。

## 人物・来歴
神奈川県出身。おっとりした顔立ちである。小学校4年の時にブラジャーを着け始めた。AV女優になった理由は有名になりたいことから知り合いに紹介してもらっている。
2011年12月、ワープエンタテインメントの「着衣のパイズリ」でデビューした。AVデビュー作では乳首は公開しない着衣ファックを披露した。
2012年9月11日、東洋ショー劇場にてストリップデビュー。
2014年7月、セガのゲーム「龍が如く」のキャラクター出演をかけたセクシー女優人気投票にエントリー。同年8月24日、結果発表。「龍が如く0 誓いの場所」への出演権を逃した。順位・得票数未発表。

## 出演作品

### イメージビデオ
- ノーモザ（2011年9月29日、グラッツコーポレーション）
- 初裸 virgin nude（2012年1月26日、グラッツコーポレーション）

### アダルトビデオ
2011年
- 着衣のパイズリ（12月5日、ワープエンタテインメント）

2012年
- 挿入解禁 111cmJカップ（1月5日、ワープエンタテインメント）
- ムシャブリつきてぇオクチとカラダ（2月5日、ワープエンタテインメント）
- パイズリしまくり敏感チクビ女 ver.挟射（3月5日、ワープエンタテインメント）
- 挿れっぱなし（4月6日、ワープエンタテインメント）
- ドリシャッ!!（5月4日、ワープエンタテインメント）
- パイズリ専門ソープランド（6月1日、MOODYZ）
- お天気お姉さんがゲリラ豪雨で下着が透け透け それを見ていて勃起したヤジ馬に雨の中ヤラれた。（6月7日、ROCKET）
- Jカップコールガール（6月19日、E-BODY）
- 綾瀬みなみ、お前の負けだ!! 一般男性にイカされる一流巨乳女優（6月19日、OPPAI）
- キレイ好きなオクチ 3 腰が引けちゃうお掃除フェラとトリハダもんの直後責め（6月22日、ワープエンタテインメント）共演:さとう遥希、篠めぐみ、愛花沙也、藤咲葵、このは、坂野由梨、初美沙希、立花樹里亜、友田彩也香
- 爆乳本番 十番勝負 THE 4時間（7月6日、ワープエンタテインメント）※個人総集編
- ミラクル爆乳 陵辱・淫乱・ご奉仕・徹底責め（7月6日、h.m.p）
- OPPAIエステスペシャル 上品なお姉さんと3時間50分（7月19日、OPPAI）共演:森ななこ、小沢アリス、中森玲子
- Jcup爆乳!超絶淫乱BODY（7月25日、美）
- 妻の妹 〜盗撮カメラが見た卑猥な爆乳への執着〜（7月25日、マドンナ）
- Boin「綾瀬みなみ」Box ボインレイヤー 巨乳キャラ4コスプレ 新フェチモザイク（8月1日、ABC/妄想族）
- 規格外デカ乳乱交（8月1日、ズッコン/バッコン）共演:青木りん、初見果梨奈、大島あいる
- 変態教授の調教中出し流出映像 Jカップ まゆ（8月1日、胸キュン喫茶）
- マジックミラー号 童貞さん限定!ふれあい筆おろしソープ♥ 本気で童貞を卒業したい素人さんだけ大募集!ヌルヌル密着プレイで世界でいちばん幸せな初体験を貴方に… プレミアム特設浴場inソフト・オン・デマンド町田店（8月9日、ディープス）共演:つぼみ、南梨央奈
- 真面目過ぎる爆乳家政婦（8月16日、グローリークエスト）
- ケガのお見舞いに巨乳の女友達が来てくれた!骨折して動けないボクの体を拭いてくれるたび、おっぱいがプルンプルン。オナニーできない禁欲チ○ポは即ボッキ!それに気付いた女の子も興奮しちゃったのだろうか?動けないボクの上にまたがり腰を振り始めちゃいました! 3（8月16日、グローリークエスト）共演:さとう遥希、成瀬心美、風間ゆみ、有馬ひかり
- 111cm＆Jcupの細身BOINナースが優し〜くパイズリで犯す（8月19日、OPPAI）
- 谷間湿度数200％… 真夏のムレムレ巨乳ビキニバス（8月9日、ディープス）共演:青空小夏、松すみれ、橘なお
- 接客中に顔を紅潮させながら感じまくるパート妻 2〜スーパーレジ、ラーメン屋、お好み焼き屋、クリーニング屋〜（10月6日、ナチュラルハイ）共演:志保、高橋美緒、美泉咲
- すっぴんあくめ カノジョが見せたくないツラで…（10月19日、ワープエンタテインメント）共演:さとう遥希、友田彩也香、立花くるみ、RYU、愛内希、愛花沙也
- OPPAI×美コラボ企画 超絶爆乳ぬるぬる乱交スペシャル（10月25日、美）共演:大島あいる、長澤あずさ、桜木莉愛
- 姉痴漢 性欲が強すぎて捕まりかねない弟のために自分の身体を触らせたものの想像以上に興奮させてしまい挿入を止められなかった姉（11月8日、ナチュラルハイ）共演:西園寺れお、向井恋
- 触手アクメ 12（11月22日、SODクリエイト）共演:観月あかね、大槻ひびき
- 突然!巨乳美女たちにパイズリでイカされまくった僕…。（11月23日、ケイ・エム・プロデュース）共演:大島あいる、柚ノ木りん、青木りん

2013年
- 爆乳家庭教師 Dreamy Lesson（1月25日、ビッグモーカル）共演:大島あいる、持田美琴
- 独身女医とナースが1●才患者に性的悪戯 未発達チ○コでしかイケないショタコン病棟（2月21日、V＆Rプロダクツ）共演:辺見麻衣、藤咲セイラ
- Jカップ111cm 綾瀬みなみ部長の部下がデザイン開発したヒット商品!! 部屋とYシャツとメガネ巨乳 2（2月22日、チェリーズ）
- 爆乳専科 卑猥過ぎる躯〜ヒワイスギルカラダ #05（2月22日、ワンダフル）

### WEB
- SPGに2015年12月登場 SPG(Special Photo Gallery)

## テレビ出演
- ビートたけしのあと5回だけヤラせてTV（2011年11月29日、TBS）